# 1920년 미국 상원의원 선거
1920년 미국 상원의원 선거는 1920년 11월 2일에 치러진 상원의원 선거로, 같이 치러진 대선에서 승리한 공화당이 많은 의석을 차지하면서 과반을 유지하였다.

## 선거 결과
| 정당   | 선거결과 | 의석 수 |
| ------ | -------- | ------- |
| 공화당 | 25석     | 59석    |
| 민주당 | 9석      | 37석    |